# 김용지 (변리사)
김용지(한국 한자: 金容志, 영어: kim young ji, 1984년 7월 3일 ~)은 대한민국의 변리사이다.

## 학력
- 연세대학교 기계공학과 학사 (졸업)

## 경력
- 당당특허법률사무소 대표 변리사
- 경기대학교 지식재산학과 겸임교수
- 특허법인 코리아나

## 자격증
- 자격증명	발급기관	합격(취득)일
- 변리사	한국산업인력공단	2017.01.19